# Delitzsch
Delitzsch è una città del Land della Sassonia, in Germania.
È il centro maggiore, ma non il capoluogo, del circondario della Sassonia settentrionale.
Delitzsch si fregia del titolo di "Grande città circondariale" (Große Kreisstadt).

## Amministrazione

### Gemellaggi
- Friedrichshafen
- Monheim am Rhein
- Ostrów Wielkopolski